# ناحیه حیزر
ناحیه حیزر (به عربی: دائرة حیزر) یک ناحیه در الجزایر است که در استان بویره واقع شده‌است.